# Jazzens historia

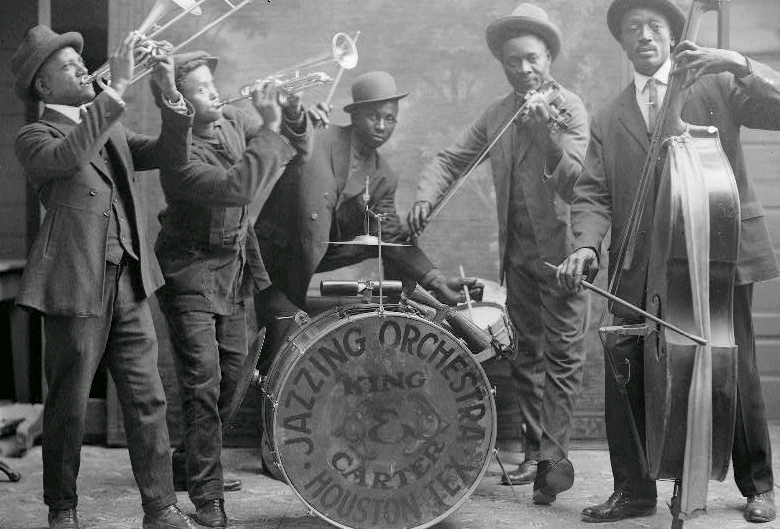
King & Carter Jazzing Orchestra. Bilden tagen i Houston Texas, januari 1921.

Jazzens historia är i mångt och mycket liknande bluesens. De har båda inslag av afrikansk och europeisk kultur. Musikformerna uppstod under 1800-talets senare hälft i sydstaterna i USA med New Orleans som epicentrum.

## Ursprung och bakgrund
Jazzens tidigaste historia och dess uppkomst har varit svår att reda ut på grund av brist på historiska källor och förekomsten av olika myter kring den tidiga historien för genren. Det saknas även inspelningar som kan kopplas till jazz före 1917, vilket ytterligare har försvårat möjligheten att utröna genrens ursprung.
Bakgrunden till jazzmusiken kan dock återfinnas i den breda socio-kulturella miljö som utvecklades ur slaveriet i Nordamerika och Västindien och som senare gått in under beteckningen afroamerikansk musik. I södra USA och Västindien fanns det både i städer och på landsbygd en uppsjö av musikaliska uttryck som i kombination med de afroamerikanska genrerna blues och ragtime gav upphov till den tidiga jazzen. Från bluesen hämtades en bred känslomässig repertoar och ett fritt melodiskt framträdande, vilket så småningom infogades i en harmonisk-metrisk struktur. Från ragtimen kom en funktionsharmonik och formstruktur inspirerad av europeisk musik. Swingen växte också den fram ur ragtimens synkoperad rytmik.
En viktig källa för jazzens uppkomst var den marschmusik och de dansorkestrar som var populära vid sekelskiftet 1900. Det var dessa musikstilars vanliga instrument som blev jazzens grundläggande sättning: bleckblåsinstrument, träblåsinstrument och trummor. Efter det amerikanska inbördeskriget fanns ett överflöd av sådana instrument att tillgå, vilket kan ha påverkat trenden. Svarta musiker använde ofta marschernas melodier, strukturer och rytm som utgångspunkt för sin musik. Många svarta musiker tjänade dessutom sitt levebröd på att spela i de band som hyrdes in för att leda de begravningsprocessioner som vid den här tiden blev kutym enligt den svarta traditionen i New Orleans, som med tiden kom att kallas för jazzbegravning. Dessa pionjärer spelade en avgörande roll när den tidiga jazzen skapades och spreds.
Den tidiga jazzen med sitt enkla, folkliga ursprung var en produkt av självlärda musiker. Efter inbördeskriget utvecklades ett brett nätverk av svarta i både nord och syd för utbildning i musik. Nätverket bestod av institutioner, skolor och lokala föreningar som startats och drevs av svarta. Barnhemmet Jenkins Orphanage var en av dessa institutioner. De allmänt förbättrade möjligheterna till utbildning skapade allt större skaror av unga utbildade svarta musiker, varav en del var skolade i klassisk musik av europeiskt snitt. Bland dessa jazzmusiker som kunde läsa och skriva noter kan klarinettisten Lorenzo Tio och pianisten Scott Joplin nämnas. Joplin var son till en frigiven slav och en färgad kvinna som var född fri. Han var självlärd fram till 11 års ålder då han fick undervisning i musikteorins elementa av en klassiskt utbildad tysk immigrant i Texarkana, Texas. Många av de tidiga jazzmusikerna kunde dock inte läsa noter; de spelade helt enkelt på gehör - och som alla riktiga musiker gjorde de det bra.
Under 1890-talet tilltog rassegregeringen i Louisiana med hårdare raslagar som följd. Det ledde till att många begåvade och skolade svarta musiker uteslöts ur band som varit rasblandade. Dessa notkunniga svarta musiker tecknade i viss mån ner vad som senare skulle kallas jazz, men i stort sett utvecklades musikformen fritt och spontant.

## Amerikansk musik vid 1900-talets början

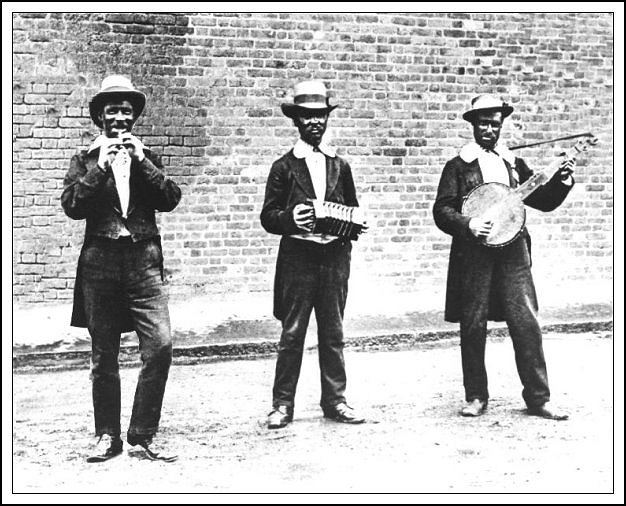
Minstrel show i London 1880

Vid förra sekelskiftet hade det amerikanska samhället börjat göra sig av med det brittiska arvet, d.v.s. den hårt hållna formalitet som kännetecknade den viktorianska eran, om Starka influenser från svarta amerikanska musiktraditioner fanns sedan flera generationer tillbaka i amerikansk populärmusik i form av "minstrel shows", revyliknande föreställningar som ofta framfördes av vita skådespelare med svartmålade ansikten, och verk av Stephen Foster. Danslokaler, klubbar och tehus öppnades i städerna. Dansstilar inspirerade av afrikansk dans med underliga benämningar (shimmy, turkey trot, buzzard lope, chicken scratch, monkey glide och bunny hug) blev småningom accepterade av en vit allmänhet. Cakewalk, som utformats av svarta slavar som till sina herrars höga nöje imiterade och gjorde parodi på desammas sällskapsdanser och seder, blev en modefluga. Den vita publiken såg dessa danser först i vaudevilleföreställningar, och senare framförda som uppvisningsdans på klubbar.
Än var musikstilen inte jazz, utan dess förstadium där experiment och uppfinningsrikedom inom blues och ragtime snart skulle blomma ut till jazz. Populära kompositörer som Irving Berlin påverkades av ragtimen, även om de sällan använde de för jazzen typiska rytmerna och blåa tonerna. Berlins stora hit från 1911, "Alexander's Ragtime Band" gjorde mycket för att popularisera jazzen, och blev en fluga så långt från USA som i Wien. Låten var egentligen inte någon ragtime, men texten beskriver ett jazzband och skildrar hur man "jazzar upp" populära melodier: If you want to hear the Swanee River played in ragtime ....

## Den tidiga New Orleans-"jazzen"
Flera olika lokala varianter bidrog till den tidiga utvecklingen av jazzen. En av de viktigaste kom från området runt New Orleans, där musikformen också för första gången allmänt kallades "jazz" - även om den till en början ofta stavades "jass".
Staden New Orleans och dess omgivningar hade sedan länge varit ett centrum för musik i regionen. Människor från olika delar av Afrika, från Europa och från Latinamerika bidrog till New Orleans rika musikaliska utbud. Under den franska och spanska kolonialtiden hade slavarna större frihet att uttrycka sig kulturellt än i de engelska kolonier som senare blev USA. I de protestantiska kolonierna betraktades afrikansk musik som hednisk och bekämpades, medan dessa musikstilar var mer accepterade i Louisiana. Så sent som på 1830-talet hölls afrikanska musikfester i New Orleans, och de besöktes även av intresserade vita. En del av dessa melodier och rytmer kan återfinnas hos den vite kompositören Louis Moreau Gottschalk. Utöver slavarna hade New Orleans den största fria färgade befolkningen i Nordamerika. En del av dessa var stolta över sin utbildning och använde europeiska instrument för att spela både europeisk musik och sina egna folkmelodier. Mot 1800-talets slut var staden det lokala centret för populär musik. Hit hörde en tidig variant av ragtime, samt en ny musikstil under utveckling.
Enligt många New Orleans-musiker som minns den tiden var nyckelfigurerna i utvecklingen av den nya stilen trumpetaren Buddy Bolden och hans band. Bolden är ihågkommen som den förste som musikaliskt utvecklade bluesen - dittills en sorts folkmusik, sjungen och ackompanjerad av sångaren själv på stränginstrument eller framförd på munspel - och arrangerade den för orkester (kornett, trombon, klarinett och rytmsektion). Boldens band spelade blues och andra melodier, improviserade och varierade melodin i arrangemang skrivna både för dans- och blåsorkester. Detta skapade sensation i New Orleans, och andra musiker imiterade snart stilen. Vid början av 1900-talet kommenterade resenärer som besökte New Orleans de lokala bandens förmåga att spela ragtime med ett schwung som inte kunde höras någon annanstans.
Saker som skilde den tidigare New Orleans-stilen från ragtimemusiken var bland annat att improvisationerna var friare rytmiskt sett. I andra städer brukade ragtimemusiker leka med en melodi genom att tillföra synkoperad rytm och spela en ton två gånger med halva notvärdet. New Orleansstilen använde en mer intrikat rytmisk improvisation som ofta placerade en ton långt ifrån där den från början förväntades finnas i melodin - jämför till exempel Jelly Roll Mortons pianostil med Scott Joplins. Den nya New Orleans-stilen inkorporerade en stor del av bluesens vokabulär, inklusive blå toner och dess sätt att använda instrumenten till ljudhärmande effekter.
Nyckelfigurer i stilens tidiga utveckling var Freddie Keppard som väl tycks ha behärskat Boldens stil, Joe "King" Oliver, vars stil var synnerligen bluespräglad, och Kid Ory, en trombonist som hjälpte till att renodla stilen genom att i sitt band städsla många av stadens främsta musiker. Den nya stilen var även tilltalande för unga vita. Särskilt arbetarklassbarn vilkas föräldrar var immigranter anammade entusiastiskt jazzen. Papa Jack Laine ledde ett band där medlemmarna var av högst varierande härkomst - också flera färgade musiker spelade i detta band som blev något av en skola för framstående jazzmusiker.

## Andra lokala stilar
Samtidigt utvecklades andra lokala stilar som skulle komma att påverka jazzens utveckling.
- Den svarte prästen Daniel Jenkins i Charleston, South Carolina var en osannolik figur med stor betydelse i jazzens tidiga utveckling. 1891 startade han ett barnhem för pojkar, Jenkins Orphanage. Fyra år senare utformades ett rigoröst musikprogram i vilket barnhemmets unga inhysingar blev upplärda i dåtidens vanliga musik, både religiös och världslig musik som ouvertyrer och marscher. Brådmogna föräldralösa och pojkar som rymt hemifrån, av vilka en del spelat ragtime på barer och bordeller, skickades till barnhemmet för att "frälsas" och rehabiliteras. På samma sätt som Fisk Jubilee Singers och Fisk University turnerade Jenkins Orphanage Bands vida omkring och tjänade pengar för att bekosta barnhemmet, vilket kostade mycket pengar att driva. Jenkins tog vanligen in 125 till 150 "svarta lamm" per år, av vilka många påkostades musikutbildning. Mindre än 30 år senare fanns fem band som turnerade över hela landet, och ett av dem reste även till England - återigen i Fisks efterföljd. Jenkins Orphanage Bands inflytande på den tidiga jazzen är svår att värdera, men många av dess medlemmar kom senare att spela med framträdande jazzmusiker som Duke Ellington, Lionel Hampton och Count Basie. Nämnas kan trumpetarna Cladys Anderson och Jabbo Smith.
- I nordöstra USA utvecklades en "hot" ragtime-stil. Den hade sitt centrum i staden New York, men gick att hitta hos svarta alltifrån Baltimore i Maryland till New York. En del kallar stilen för en tidig form av jazz, men meningarna är delade. Stilen kännetecknades av uppsluppna rytmer, och saknade de sydliga stilarnas bluesiga inslag. Ett typiskt exempel på solopianoversionen av denna nordöstra stil är den välkända kompositören Eubie Blake, slavsonen vars musikkarriär spände över åtta årtionden. James P. Johnson utgick från den nordöstra stilen, och runt 1919 utvecklade han en stil som skulle bli känd som "stride." I stride-piano spelar högerhanden melodin, medan vänsterhanden är mycket aktiv och går eller hoppar från upptakten till ettan i takten utan att störa rytmen. Johnsons spel påverkade senare pianister som Fats Waller och Willie Smith. Den främste orkesterledaren i denna stil var James Reese Europe. Han gjorde några inspelningar 1913 och 1914, som visar en sällsynt glimt av stilen vid sin höjdpunkt. Den unge George Gershwin, som senare skrev den jazz-influerade klassikern "Rhapsody in blue", lät sig grundligt påverkas av Europes musik från den här tiden. Nästa gång Europe spelade in något var 1919, då han hade börjat blanda sin egen stil med New Orleans-stilen. Förutom Europes tidiga alster finns inspelningar av Tim Brymns som kan ge senare generationer en inblick i den nordöstra "hotta" stilen utan mycket av influenser från New Orleans.
- I början av 1910-talet fanns i Chicago en populär typ av dansorkester med en saxofon som vildsint drev melodin framför trummorna, som körde på i sina 4/4-delar. Stadens musikliv blev snart starkt influerat av New Orleans-musikerna, och denna äldre stil blandades med New Orleans-stilen. Resultatet kom så småningom att kallas för "Chicago-jazz" och kan sägas ha haft sin början på slutet av 1910-talet.
- Kring Mississippis stränder, från Memphis, Tennessee till Saint Louis, Missouri, utvecklades en annan stil som blandade in blues. Den mest kände kompositören och bandledaren i denna stil var W.C. Handy, som kallats "bluesens fader". Stilen liknade den i New Orleans, och det är mycket möjligt att influenser från Bolden hade spritt sig uppåt Mississippi. Stilen saknade dock den otyglade improvisation som fanns i musiken längre söderut. Handy själv ansåg länge att jazzen var onödigt kaotisk. I hans stil var improvisationerna begränsade till korta instick mellan fraser - Handy ansåg dem olämpliga i melodin.

## "Jassen" sprider sig över USA
På grund av de raslagar som blev alltmer restriktiva mot svarta och färgade, lämnade många svarta New Orleans och södern och begav sig norrut. I början hamnade de främst i Kalifornien. En av dem var musikern Bill Johnson, som tänkte att ett bra band i New Orleans-stil borde ha goda kommersiella möjligheter västerut. I slutet av 1910-talet förmådde Johnson flera av New Orleans bästa musiker i den "hotta" stilen att lämna staden för att gå med i hans Original Creole Orchestra. En man som arbetade med marknadsföring av vaudeville fick se bandet spela för en entusiastisk publik i pauserna mellan ronderna på en boxningsmatch, och bokade in orkestern för en turné över hela landet. Medlemmarna i orkestern skrev hem till sina kolleger att de skulle tjäna mycket bättre genom att spela sin musik i norr och i väst än hemma. På så vis uppmuntrade de till vidare spridning av musikstilen över landet.
En av de första städer där den nya musiken slog igenom var Chicago. Enligt en del källor var det här som musikstilen från New Orleans först blev döpt till "jass". I New Orleans hade den kallats saker i stil med "ratty music" (sjaskig eller tarvlig musik), "hot music" eller helt enkelt "ragtime"; En av jazzens främsta improvisatörer, Sidney Bechet fortsatte faktiskt att kalla sin musik för ragtime ändå in på 50-talet. Den nya musiken var dock så annorlunda jämfört både med ragtime och med den övriga dansmusik som fanns i landet, att ett nytt namn behövdes. Det första band som marknadsfördes som jassband var trombonisten Tom Browns. Ordet jass var ett slangord med sexuellt innebörd. En grupp av dem som följt Tom Brown till Chicago åkte norrut 1916 under namnet Stein's Dixie Jass Band. Året därpå kom dessa veteraner från Papa Jack Laines band till New York, under namnet The Original Dixieland Jass Band. I New York fick de tillfälle att göra några inspelningar som blev en överraskande framgång över hela landet. "Jass" hade blivit en fluga.
Det var i New York som "jass" blev "jazz" och det avsiktligt. Anledningen till detta var att vissa lustigkurrar hade för vana att skrapa bort "j":et från affischer vilka då angav att det var ett "ass band" som skulle spela, (ass = röv).

## 1920-talet
Under senare hälften av 1800-talet gjordes två mycket olika uppfinningar som skulle komma att bädda för jazzens framgång inom amerikansk populärmusik under 1920-talet: sovvagnen, uppfunnen av George Pullman 1864, och Thomas Edisons fonografrulle (1877). Den första erbjöd arbetstillfällen åt otaliga svarta amerikanska män, som kunde resa över hela USA anställda som bärare. Den senare gjorde kvalitetsmusik tillgänglig för en bredare allmänhet.
Pullman Company hade fler svarta amerikaner anställda än någon annan affärskoncern i hela USA. Dessa var mer än bara inställsamma, leende ansikten i eleganta marinblå uniformer. De bar inte bara folks väskor, utan spred också kulturyttringar av olika slag såsom kortspelet whist, de senaste dansflugorna, uppfinningar från olika delar av landet och en ökad känsla av svart stolthet till alla små och stora städer som ingick i järnvägsnätet. Många av bärarna bättrade på sina inkomster genom att sälja svart musik, som köptes av musiker och en alltmer medveten och intresserad allmänhet. Jazzen var nu på god väg mot allmän popularitet i först USA och senare världen.
Under spritförbudstiden, det federala förbudet mot försäljning och tillverkning av spritdrycker, stängdes lagliga barer och kabaréer. I dess ställe kom hundratals svartklubbar där gäster drack och erbjöds musikunderhållning. Förekomsten av danslokaler och deras ökande behov av skickliga musiker innebar att fler kunde försörja sig på sin musik. Som ett resultat ökade antalet professionella musiker och jazzen, som annan populärmusik på 1920-talet, gick över till att spelas i dansmusikens 4/4-takt.
Ytterligare en 1800-talsuppfinning, radion, fick sitt genombrott under 1920-talet; den första offentliga radiostationen i USA började sända från Pittsburgh 1922. Radiostationer ökade markant i antal, och med dem även jazzens popularitet. Jazz kom att förknippas med det moderna och sofistikerade men även det dekadenta. Amerikanskt 20-tal kom att förknippas med tekniska under, vräkiga bilar, organiserad brottslighet och svartsprit. Årtiondet blev även jazzens era.

### Nyckelpersoner under 20-talet

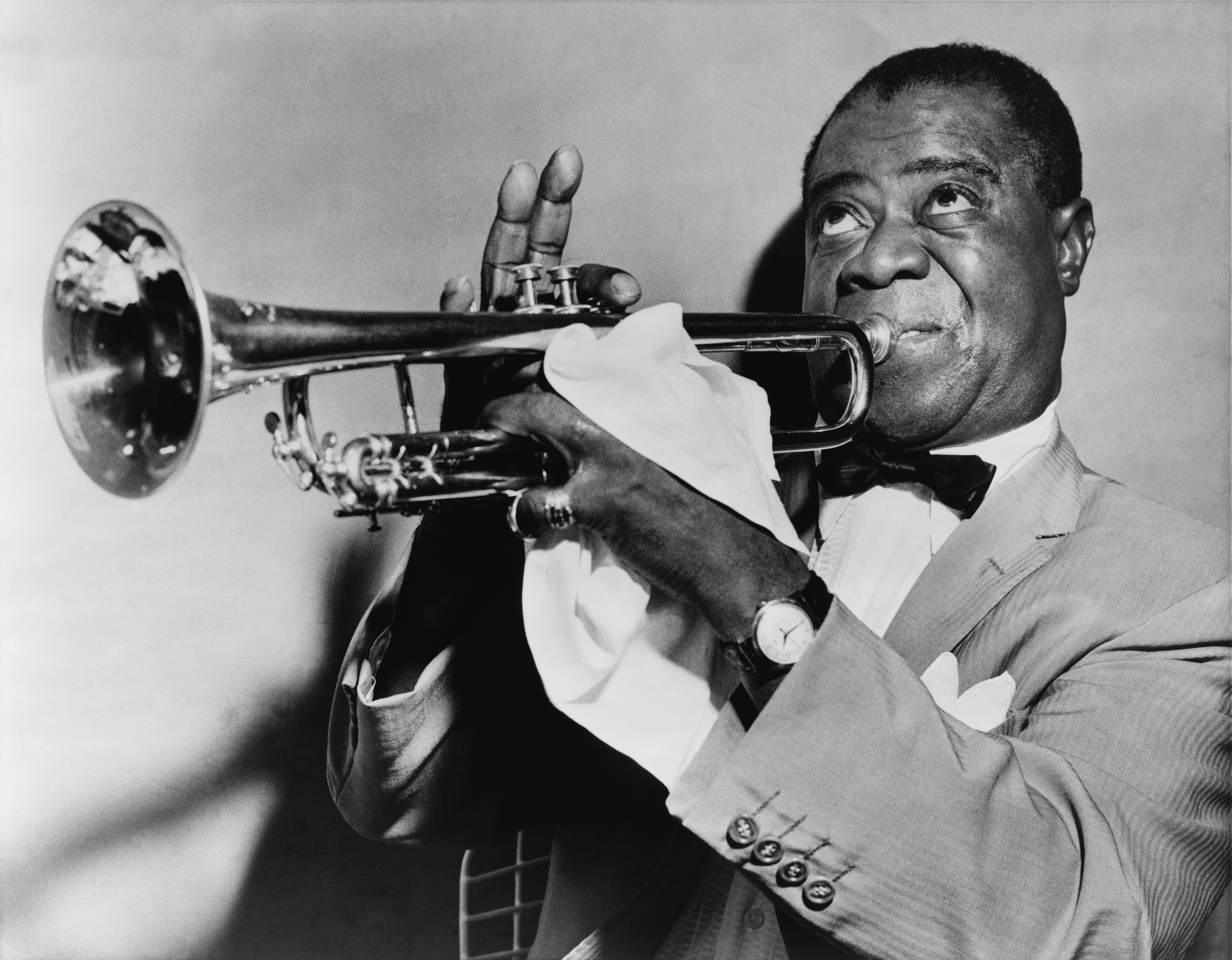
Louis Armstrong

King Oliver var Chicagos jazzkung under tidigt 1920-tal, när Chicago var själva knutpunkten för jazz. Olivers band var ett koncentrat av New Orleans "hotta" jazzstil. De inspelningar som hans band gjorde blev inte särskilt spridda utanför Chicago och New Orleans, men bandet hade stort inflytande på andra jazzmusiker, både svarta och vita.
Sidney Bechet var den förste riktigt framstående jazzmusiker som tog upp vad som dittills ofta hade blivit avfärdat som ett nymodigt instrument, saxofonen. Bechet hjälpte till att styra jazzen i en individualistisk riktning där enskilda personligheter och solon var viktiga. En musiker som kom att följa med på den resan var King Olivers unge skyddsling Louis Armstrong, som skulle komma att bli en av de verkligt drivande krafterna när det gäller jazzens utveckling. Armstrong var en extremt skicklig improvisatör som kunde skapa ändlösa variationer på ett och samma tema. Han ägnade sig ibland åt scatsång, ett improvisatoriskt sångsätt där man sjunger nonsensstavelser eller ord, ofta i växelspel med instrumenten. Armstrongs unikt skrovliga röst och känsla för sväng gjorde detta sångsätt populärt.
Enligt många var Bix Beiderbecke både den förste vite och den förste musiker som inte kom från New Orleans, som väsentligt bidrog till jazzens utveckling. Hans legato-frasering kom ursprungligen från den klassiska musiken. 1920-talets mest kommersiellt framgångsrike orkesterledaren var Paul Whiteman, som marknadsförde sig som "The King of Jazz." Han offrade improvisationerna till förmån för utarbetade färdigskrivna arrangemang. Trots att han hyrde in både Bix och flera andra av tidens bästa jazzmusiker, har senare generationers jazzälskare ofta dömt ut hans musik och menat att den har lite att göra med riktig jazz. Icke desto mindre kom senare årtiondens kompositörer och musikarrangörer att upprepade gånger gå tillbaka till Whitemans ansträngningar att kombinera jazzen med utarbetad orkestrering. Gershwins "Rhapsody in Blue" skrevs på beställning av Whiteman, och hans orkester var den första som framförde den.
Fletcher Henderson ledde i slutet av 1920-talet det främsta svarta bandet i New York. Först ville han följa i Paul Whitemans fotspår, men sedan han anställt Louis Armstrong i sin orkester förstod Henderson de improviserande solisternas betydelse. Hendersons arrangemang fick en betydande roll vid det kommande årtiondets utveckling av storbandsjazz; han inspirerade i mångt och mycket Benny Goodman. Vid denna tid utvecklade också orkesterledaren och pianisten Duke Ellington sin epokgörande stil, som - utan att någonsin förlora kontakten med ursprunget - skulle komma att förfinas ytterligare under nästan femtio år.

## 1930-tal till 1950-tal

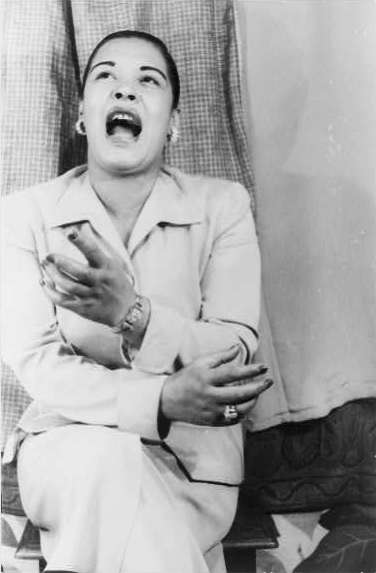
Billie Holiday

När solonas betydelse i jazzen ökade, ökade de populära banden i storlek. Storbanden blev de som spred tidens populärmusik. En del storband, såsom Benny Goodmans, var framför allt jazz-inriktade medan andra, såsom Glenn Millers inte gav musikerna mycket plats för improvisation. De flesta låg någonstans mittemellan, med en mindre del musiker som spelade jazzsolon ovanpå en sektion musiker som spelade förutbestämd rytm och arrangemang. Även band utan jazzsolister tillägnade sig dock ljudbild och spelsätt som liknade jazzens, till exempel en grupp saxofoner som spelade vad som lät som en improviserad variation på en melodi - och ursprungligen kanske det faktiskt var en nedskriven sådan. Nyckelfigurer i storbandsjazzens utveckling var arrangörerna och orkesterledarna Fletcher Henderson, Don Redman och den man som ibland utsetts till den mest produktive kompositören i USA någonsin, Duke Ellington. Louis Armstrongs inflytande fortsatte att växa. Musiker och orkesterledare som Cab Calloway, och senare trumpetaren Dizzy Gillespie och sångare som Ella Fitzgerald började scat-sjunga. Sångare av populärmusik som Bing Crosby anammade Armstrongs sätt att improvisera på en melodi. Sedan dess har amerikanska popsångare sällan levererat en melodi "rakt" på det sätt som man gjorde före jazzen.
Under det tidiga 1920-talet var populärmusiken fortfarande en lättsmält musikalisk blandning av många olika saker, däribland slagdängor och revylåtar. Musiker med fast anställning som spelade med samma kollegor kunde dock nå högre än så. Ellingtons band på Cotton Club och de olika grupperingar från Kansas City som blev Count Basies band härstammade från den här tiden. Med tiden lättades rassegregationen upp inom underhållningsvärlden. Vita orkesterledare, som oftast anpassade musiken till mer konventionella rytmer och harmonier, började anställa svarta musiker. I mitten på 1930-talet anställde Benny Goodman pianisten Teddy Wilson, vibrafonisten Lionel Hampton och gitarristen Charlie Christian till mindre orkestrar. Detta var swingens och storbandsmusikens höjdpunkt. Glenn Miller och Duke Ellington var stora stjärnor. Swingen var tidens främsta populärmusik, och den täckte ett stort spektrum från "sweet" till "hot". Musikens innehåll av jazz varierade tvärsöver hela skalan.
En mera ovanlig stil som uppkom i början av 30-talet är gypsy jazz, som skapades av gitarristen Django Reinhardt. Stilen uppkom i Frankrike och hade klara influenser av swingjazzen.
En gren av swingen som på svenska brukar kallas jumpblues var ur vissa avseenden en föregångare till rhythm and blues och rock and roll. Till skillnad från storbandsjazzen spelades jumpblues i små grupper och fokus låg på snabb musik med bluesens välbekanta ackordföljd. En hastigt övergående variant, boogie woogie, använde en dubbel rytm - rytmsektionen spelade åtta slag i takten. Big Joe Turner, en sångare från Kansas City som på 1930-talet arbetade med swingband som Count Basies, blev på 40-talet en boogie woogie-stjärna. Senare på 1950-talet blev han en av de första som spelade rock and roll; här märks särskilt sången Shake, Rattle and Roll. Ett annat av rockhistoriens viktiga namn som kom från jazzen var saxofonisten Louis Jordan.

## Bebop

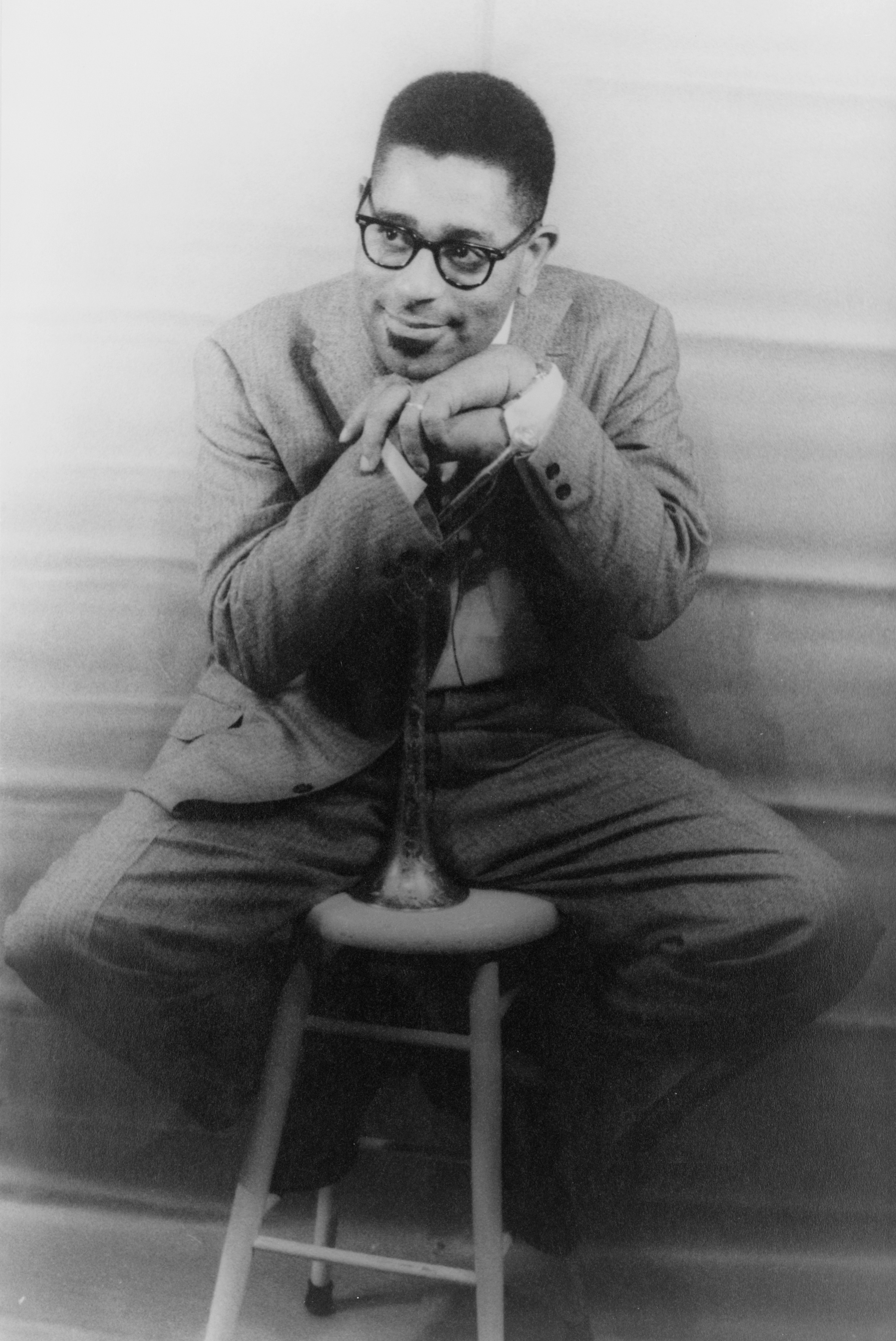
Dizzy Gillespie, 1955

Nästa stora stilistiska vändning kom med bebop, eller bara bop, på 1940-talet. Utvecklingen leddes av stilister som altsaxofonisten Charlie Parker, känd som "Yardbird" eller "Bird", och trumpetaren Dizzy Gillespie. Dittills hade jazzen varit en populärmusik som man dansade till. Nu blev jazzen mer avancerad både rytmiskt och harmoniskt. Bop fokuserade på komplicerade soloimprovisationer baserade på ackordprogressionernas möjligheter snarare än på melodin.[källa behövs] Stilen Hard bop följde som en utveckling liksom cool jazz, som under 50-talet var en "mildare" och mer avslappnad variant. Hard bop var som populärast på 1950-talet, och förknippades med namn som Sonny Rollins, John Coltrane, Miles Davis, Art Blakey och Charles Mingus. I slutet av 50-talet tog cool och hard bop-musiker, såsom trumpetaren Miles Davis, ytterligare några stilistiska kliv i och med modal jazz, där musikstyckenas harmoniska struktur var mycket friare än tidigare och ofta bara antyddes av några få ackord, en skala eller en basgång. Instrumentalisterna improviserade sedan kring detta. Souljazz var en annan utveckling ur hard bop, en lite mer bluesinfluerad stil som till exempel Cannonball Adderley spelade och ofta spelades i grupper med hammondorgeln i fokus.

## Latinojazz
Det finns två grupper latinojazz, afrokubansk och brasiliansk. Afrokubansk jazz spelades i USA direkt efter bebopperioden, medan den brasilianska jazzen blev mer populär under 1960- och 1970-talen.
Den afrokubanska jazzen blev synlig efter Charlie Parkers död. Framstående bebop-musiker såsom Dizzy Gillespie och Billy Taylor startade afrokubanska band under denna tid. Gillespie jobbade mest med storband i denna genre. Den afrokubanska musiken var influerad av kubanska och puertoricanska musiker såsom Tito Puente. De kubanska rytmerna inspirerade förstås även många amerikanska artister utanför den afrokubanska genren.
Brasiliansk jazz är en term som åtminstone i Nordamerika används närmast synonymt med bossa nova. Detta är en populär brasiliansk stil, hämtad från samba med influenser från både jazz och andra populära musikstilar från 1900-talet. Bossa novan är normalt sett en lugn musikstil som har ca 80 taktslag per minut. Musiken har, till skillnad från den mesta jazz, lika värde på alla åttondelar och använder svåra polyrytmiker. De mest kända bossa nova-styckena anses som jazzstandarder av egen kraft.
Den besläktade termen jazz-samba avser bossa nova-kompositioner som har anpassats till den jazzstil som amerikanska artister som Stan Getz och Charlie Byrd står för. Jazz-samba spelas vanligen på 120 taktslag per minut eller snabbare. Samba självt är egentligen inte jazz, men härstammar från samma äldre afro-brasilianska musik vilket förklarar att den har vissa gemensamma drag med jazzen.

## Free jazz

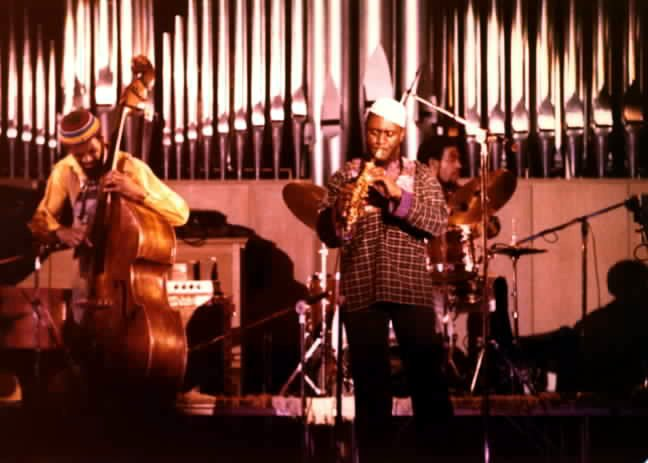
Pharoah Sanders och Reggie Workman tillsammans med okänd trummis. ~1978

Free jazz (fri jazz, improvisationsjazz) är en stil som har jazzrötter men använder mindre av traditionell harmonik och rytm. Denna typ av jazz ger musikerna större frihet att välja vad de spelar. Den största skillnaden mellan fri jazz och andra stilar är hur och om man använder harmonier respektive ett gemensamt tempo överhuvudtaget. I free jazz är de bägge ofta underförstådda, löst använda eller helt och hållet övergivna. Detta var till en början kontroversiellt, men vann småningom acceptans - fastän ibland motvilligt - och används ibland av jazzmusiker i andra stilar.
Det fanns tidigare föregångare, men den fria jazzen blommade ut under tidigt 1960-tal genom bl.a. Ornette Coleman. Mest framträdande blev den under mitten av 1960-talet med John Coltrane, Archie Shepp, Albert Ayler, Cecil Taylor, Sun Ra, Pharaoh Sanders, Sam Rivers, Leroy Jenkins, Don Pullen och andra. Fastän free jazz aldrig har vunnit stor popularitet, har stilen haft påverkan på övrig nutida jazz. Peter Brotzmann, Mars Williams, Kent Kessler, Steve Hunt, Brian Sandstrom, Ken Vandermark och William Parker är framstående nutida utövare av fri jazz.

## Jazz och rockmusik: jazz fusion
När rocken växte under 1960-talet uppstod en hybridform av jazzrock som kallas jazz fusion. Återigen stod bl.a. Miles Davis i bräschen, och han släppte albumen In a Silent Way år 1968 och Bitches Brew, inspelad år 1969 men släppt först år 1970. Den sistnämnda är av många ansedd som den bästa jazzplattan någonsin och var under decennier följdriktigt det bäst säljande jazzalbumet någonsin. Vid den här tiden fann jazzen ny mark och förekom ofta på de stora rockfestivalerna. Detta gjorde att jazzen fortfarande utvecklades och kombinerades fram och åter i nya former. Artister och grupper värda att uppmärksamma under 1960 och 70-talen är bland andra Joe Zawinul, Carlos Santana, Chick Corea, Return to Forever, Herbie Hancock, John McLaughlin and the Mahavishnu Orchestra, Al Di Meola, Blood, Sweat & Tears, Joni Mitchell, Sun Ra, Peter Skellern, Soft Machine, Caravan, Wayne Shorter, Jaco Pastorius, och Weather Report.

## Sentida jazzutveckling

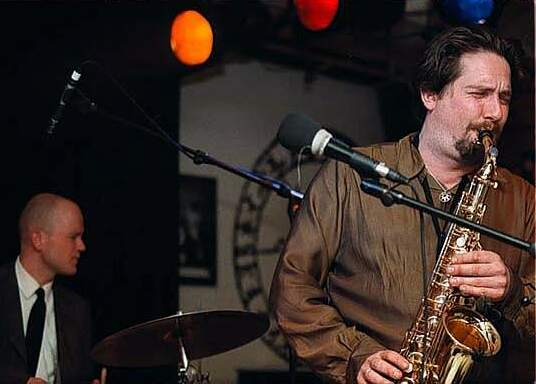
Sigurd Køhn

Mängden skilda jazzstilar visar inget tecken på att minska. Istället tar jazzen till sig ytterligare influenser från så olika källor som folkmusik från olika länder, modern konstmusik, rytmer och struktur från afrikansk musik, serialism såsom tolvton, och utbrett bruk av kromatisk skala såsom hos Ornette Coleman och John Zorn.
Från 1970-talet med artister som Keith Jarrett, Pat Metheny Group, Jan Garbarek, Ralph Towner, och Eberhard Weber etablerade skivmärket ECM en ny typ av jazz med karaktär av kammarmusik. Den använder sig av mycket akustiska instrument, och ibland finns influenser från världsmusik. Ibland kallas detta för jazzens europeiska ben.
Acid jazz var till en början en företeelse som hörde hemma i Storbritannien. Där fanns band som Brand New Heavies, James Taylor Quartet, Young Disciples, och Corduroy. I USA finns Groove Collective, Soulive och Solsonics. Jazzen fick en ny blomstring i en poppigare version som kallas smooth jazz, då artister som Pigbag och Curiosity Killed the Cat samt Sade, den främsta rösten inom smooth jazz, nådde de brittiska topplistorna för vanlig populärmusik.
Under det sena 1980-talet och 1990-talets, då elektronisk musik blev alltmer populärt, försökte sig en del jazzmusiker på en fusion av jazz med mer experimentella former av electronica och särskilt IDM. Resultatet har kallats "future jazz", "jazz-house" eller "nu jazz". På den mer experimentella och improvisatoriska sidan av spektret finns artister i Skandinavien som pianisten Bugge Wesseltoft, trumpetaren Nils Petter Molvær och trion Wibutee. Alla dessa musiker kommer från början från mer traditionella jazzkretsar. The Cinematic Orchestra från Storbritannien är en annan uppmärksammad grupp. I andra ändan av spektret, det mera pop/dansmusikbetonade, finns St Germain och Jazzanova, som blandar jazz med house.